# Скатикок (Њујорк)
Скатикок (енгл. Schaghticoke) град је у америчкој савезној држави Њујорк.

## Демографија
По попису из 2010. године број становника је 592, што је 84 (-12,4%) становника мање него 2000. године.
| Група             | 2000.       | 2010.       |
| Белци             | 647 (95,7%) | 569 (96,1%) |
| Афроамериканци    | 10 (1,5%)   | 7 (1,2%)    |
| Азијати           | 4 (0,6%)    | 5 (0,8%)    |
| Хиспаноамериканци | 4 (0,6%)    | 5 (0,8%)    |
| Укупно            | 676         | 592         |